# NGC 6135
NGC 6135 (również PGC 57580) – galaktyka spiralna (S), znajdująca się w gwiazdozbiorze Smoka. Odkrył ją Lewis A. Swift 9 lipca 1886 roku.